# Agamède fils d'Erginos
Pour les articles homonymes, voir Agamède.
Dans la mythologie grecque, Agamède ou Agamédès (en grec ancien Ἀγαμήδης / Agamếdês), fils d'Erginos et frère de Trophonios, passe pour l'architecte du temple de Delphes.
Pausanias met les frères en scène parallèle au conte du trésor de Rhampsinite.